# Anselm Schmitz
Anselm Schmitz (* 2. Februar 1831 in Wachtendonk; † 19. November 1903 in Köln) war ein deutscher Fotograf.

## Leben

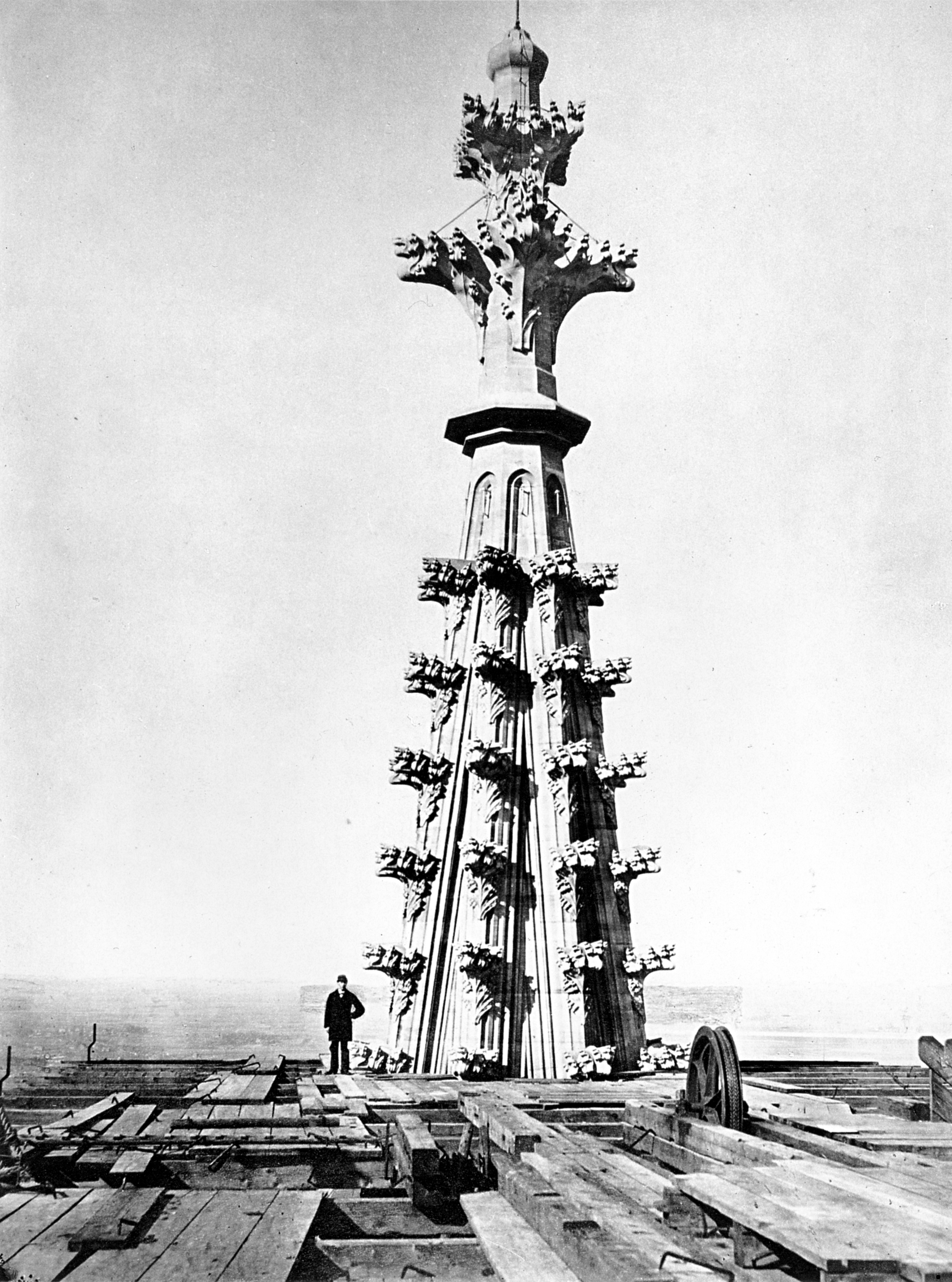
Spitze des Nordturms des Kölner Doms, 1881

Bis 1869 arbeitete Schmitz als Fotograf in Utrecht, ab 1869 in Köln. Dort zählte er zu den arrivierten Fotografen der Stadt und profilierte sich insbesondere im Bereich der Architekturfotografie, wobei er das sich mit Abrissen, Neubauten, Denkmälern und Anlagen wandelnde Stadtbild dokumentierte. Auch rheinromantische Landschaften gehörten zu seinen bevorzugten Sujets. Besondere Bedeutung haben seine historischen Aufnahmen vom Kölner Dom. Heinrich Wiethases 1887 publiziertes Buch über den Dom illustrierte er mit seinen Fotografien. Den Kunsthistoriker Paul Clemen und andere unterstützte er ebenfalls durch Fotos zu deren Schriften. 1880 stellte er auf der Gewerbe-Ausstellung für Rheinland, Westfalen und benachbarte Bezirke in Düsseldorf 27 Arbeiten (Landschafts- und Architekturaufnahmen) aus und errang damit eine bronzene Medaille. Ein Jahr später erhielt er den Titel „Königlicher Hof-Photograph“.